# Синхронная съёмка

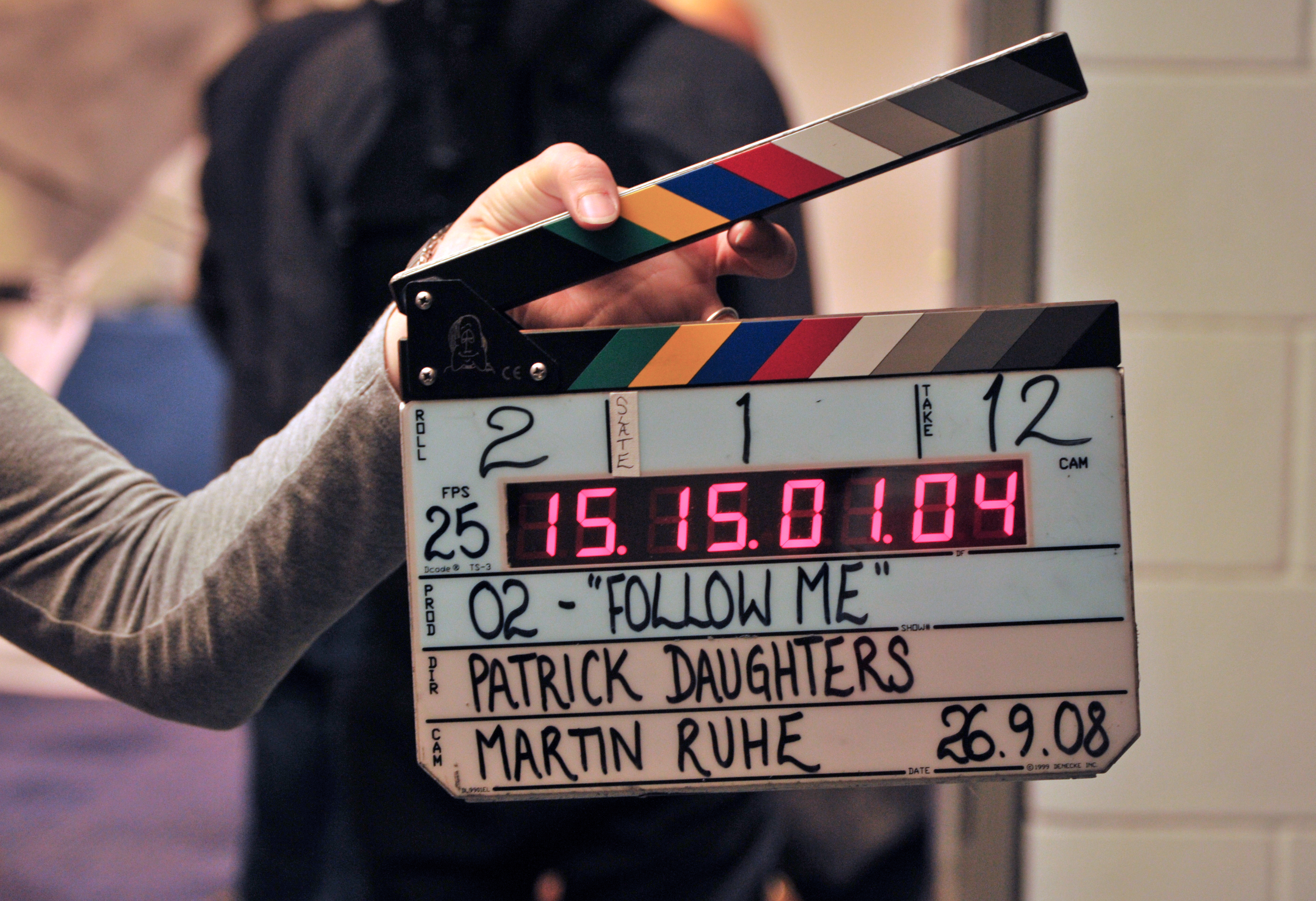
Хлопушка с индикатором временного кода

Синхронная съёмка — процесс в кинематографе и видеозаписи, при котором запись звука осуществляется одновременно со съёмкой изображения. В результате синхронной съёмки может быть получена синхронная фонограмма, точно совпадающая с экранным действием и артикуляцией говорящих персонажей фильма. При невозможности синхронной съёмки или недостаточном качестве полученной фонограммы прибегают к озвучиванию («тонировке») фильма.

## Технология
В кино и на телевидении принято различать два основных способа звукозаписи: одновременная и раздельная. При первом способе совмещённая фонограмма записывается на общий носитель с изображением. Такая технология получила распространение в видеозаписи и киносъёмке цифровой кинокамерой. При раздельной записи изображение и звук записываются на разных носителях, синхронизированных друг с другом. Первый способ технологически проще, но сопряжён с трудностями при раздельном монтаже фонограммы и звука, необходимом в профессиональном кинематографе и на телевидении. Раздельная запись позволяет монтировать звук и изображение независимо друг от друга, но требует тщательной синхронизации двух носителей, сопряжённой с технологическими ограничениями.

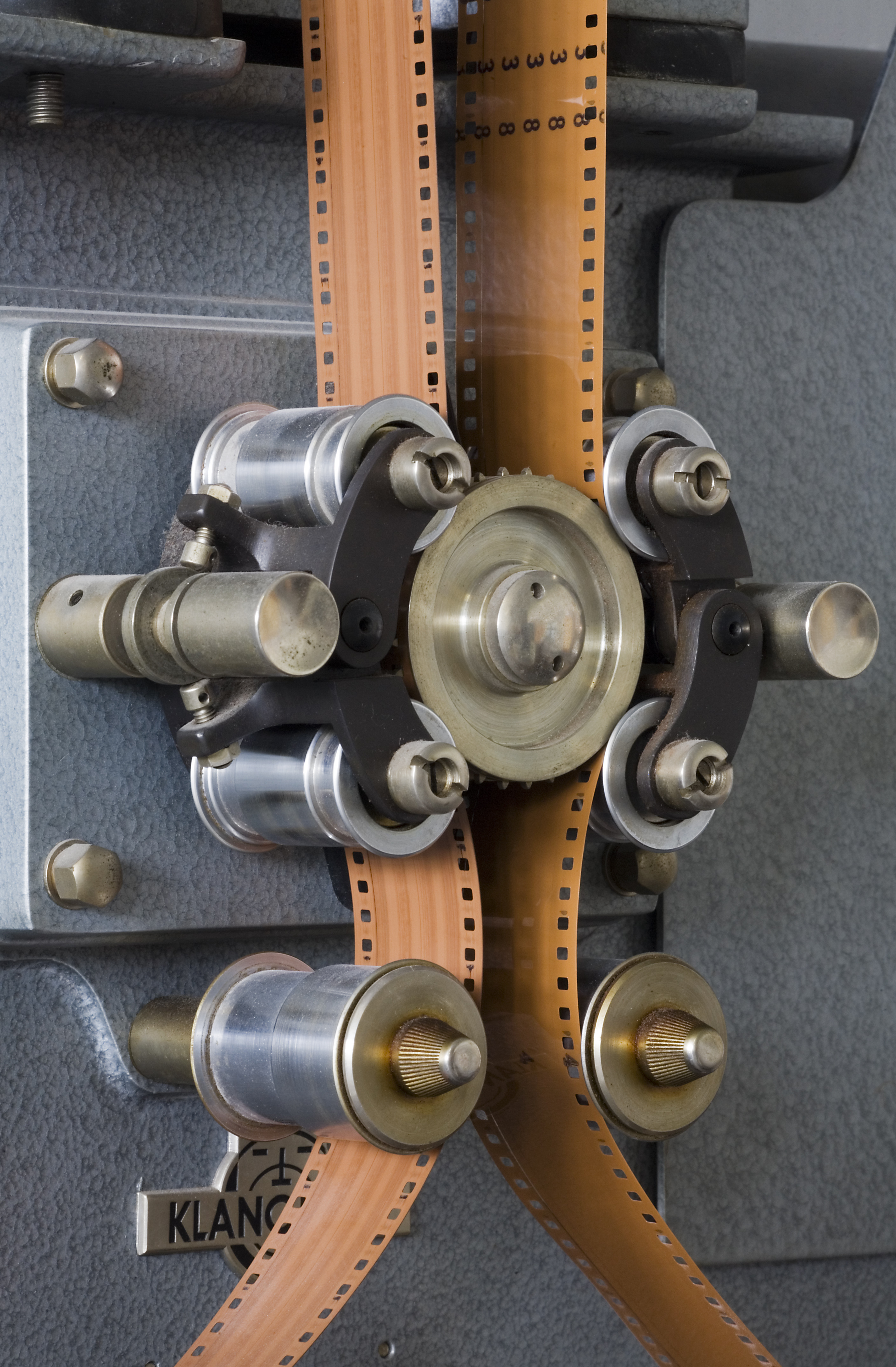
Лентопротяжный тракт магнитофона для 35-мм перфорированной магнитной ленты с синхронной фонограммой

Технологии звукового кино появились только в конце 1920-х годов и за редкими исключениями основаны на раздельной записи до настоящего времени. В некоторых случаях использовалась одновременная запись звука на общий с изображением носитель. На основе раздельной и одновременной записи в кино известны четыре основных способа синхронной съёмки:
- Запись оптической фонограммы на отдельную киноплёнку, движущуюся с той же скоростью, что и киноплёнка в киносъёмочном аппарате. Этот способ был основным до широкого распространения магнитной звукозаписи в 1950-х годах[4][5]. Полученные после проявления негативы изображения и фонограммы в дальнейшем используются для печати совмещённых фильмокопий.
- Оптический метод записи на ту же киноплёнку, на которую снимается изображение. Этот способ съёмки «микст-камерой» (англ. Sound on Film, SOF) использовался ограниченно из-за различных характеристик киноплёнки, требующихся для записи звука и изображения, и невозможности их раздельного монтажа[6]. С распространением магнитной записи микст-камеры получили новый звукоблок, записывающий звук на магнитную дорожку, нанесённую на киноплёнку[7]. Обе технологии использовались в документальном кино и при съёмке новостных телесюжетов на 16-мм киноплёнку с односторонней перфорацией, но в художественном кинематографе не применялись. За рубежом выпускались любительские узкоплёночные кинокамеры с записью звука на магнитную дорожку киноплёнки.
- Магнитная запись на отдельный магнитофон. В первые десятилетия после появления магнитной записи в кинопроизводстве использовалась перфорированная 16 или 35-мм магнитная лента сплошного полива[8][9][* 1]. Запись на неё производилась по такой же технологии, как и оптическая: синхронизация с киноплёнкой осуществлялась использованием общего источника переменного тока синхронных электродвигателей, поскольку для магнитной ленты была выбрана та же скорость, что и для киноплёнки — 456 мм/с[11][12]. Использование зубчатых барабанов в магнитофонах считалось обязательным для точной синхронизации, поскольку исключало проскальзывание ленты. Впоследствии при первичной записи от них отказались в пользу пилот-тона («магнитной перфорации»), записываемого на узкую магнитную ленту шириной 6,25 мм вместе со звуком. Самым распространённым устройством для такого способа записи несколько десятилетий оставались магнитофоны Nagra. Исходная фонограмма в дальнейшем копировалась на перфорированную магнитную ленту, более удобную для монтажа[13][14][15]. Записанный на узкой ленте сигнал пилот-тона использовался при этом для принудительной синхронизации при копировании на новый носитель[16]. Дальнейшим развитием этой технологии стало использование в камерах и магнитофонах приводов с кварцевой стабилизацией, обеспечивающих высокую точность синхронизации без электрической связи между устройствами[8]. Полученная такими способами магнитная синхронная фонограмма после монтажа переводилась в оптическую и так же использовалась для печати совмещённых фильмокопий.
- В настоящее время синхронная запись звука сразу осуществляется цифровыми методами, позволяющими получать высококачественную многоканальную фонограмму, пригодную для последующего перекодирования в один из стандартов аналоговых и цифровых оптических фонограмм. Запись происходит на твердотельные накопители или же на жёсткий диск рекордера либо портативного компьютера[17];

При записи на разные носители предпринимаются специальные меры для последующей синхронизации полученных фонограмм при монтаже и перезаписи. Первоначально для этого использовалась хлопушка-нумератор. В настоящее время для синхронизации используется адресно-временной код SMPTE и штриховой код футажных номеров киноплёнки. Большинство современных киносъёмочных аппаратов позволяет впечатывать временной код на киноплёнку, давая дополнительную возможность синхронизации с фонограммой.
Получаемая синхронная фонограмма может быть как чистовой, так и черновой. Чистовая фонограмма считается основным видом синхронной фонограммы в художественном кинематографе, поскольку может быть использована в фонограмме готового фильма без дополнительного озвучения актёрами в студии. Черновая фонограмма требует последующей переработки и чаще всего служит для актёров только основой при переозвучивании, а в фильме не используется.

## Историческая справка
Сложность и громоздкость аппаратуры синхронной звукозаписи первых десятилетий звукового кинематографа наложили серьёзный отпечаток на технологию синхронной съёмки. Громоздкость звукозаписывающей аппаратуры вынуждала вести основные работы в павильоне, практически исключая натурные съёмки. Распространение в конце 1940-х годов магнитной записи упростило технологию, исключив лабораторную обработку негатива фонограммы, но аппаратура не стала компактнее из-за сложностей синхронизации. Большинство сцен с актёрскими диалогами могли сниматься только в условиях павильона в декорациях из-за громоздкости синхронных камер и звукозаписывающей аппаратуры с питанием от общего источника переменного тока. Результатом стала повсеместная имитация большинства натурных сцен методами рирпроекции или блуждающей маски в декорациях киностудии. Сцены с диалогами актёров, едущих в автомобиле, купе поезда или летящих на самолёте, снимались в павильоне на предварительно отснятом фоне.
При необходимости синхронной съёмки на натуре, которой тщательно избегали до начала 1960-х годов, использовалась звукозаписывающая аппаратура, перевозимая в специально оборудованных автомобилях или автобусах — тонвагенах с автономным источником переменного тока для питания приводов киносъёмочного и звукозаписывающего аппаратов. Общие, а часто и средние планы на натуре снимались немым способом с последующим речевым и шумовым озвучиванием в студии. Лишь появление портативных магнитофонов с неперфорированной магнитной лентой и записью сигнала пилот-тона избавило звуковое кино от необходимости студийной синхронной съёмки.
Незначительное количество микст-камер использовались только для документальных съёмок и позволяли получать фонограмму чрезвычайно низкого качества. В СССР выпускались единичные типы киносъёмочных аппаратов, позволявших записывать фотографическую фонограмму на одну плёнку с изображением: «Конвас-звук» (1941), «Эра» 2КОС (1964) и опытные экземпляры камеры «Родина» КСХ-звук (1953). Американские узкоплёночные микст-камеры «Auricon», записывавшие оптическую фонограмму на 16-мм киноплёнке одновременно с изображением получили распространение на иностранных телекомпаниях с начала 1950-х годов. Кроме низкого качества другим важным недостатком такой фонограммы была невозможность её монтажа раздельно с изображением.
Полноценная технология синхронной киносъёмки на натуре появилась лишь в середине 1970-х годов, с выпуском новейших киносъёмочных аппаратов, обладавших низким уровнем шума при сравнительно небольшой массе, и пригодных для съёмки не только со штатива, но и с плеча и даже с рук, а также в движении. Первыми камерами такого типа стали немецкий «Arriflex 35 BL» и американский «Panaflex». Кварцевая стабилизация приводов камеры и магнитофона, а также возможность синхронизации по временному коду, в конце концов избавила от проводов пилот-тона и специальных источников питания.
Дополнительную сложность в технологии синхронной киносъёмки привнесло появление кинематографических систем с многоканальной магнитной фонограммой. Для получения объёмного звучания исходной фонограммы, на съёмочной площадке первоначально размещалось несколько микрофонов, фиксирующих локализацию звука при перемещении актёров перед камерой. В СССР такой способ использовался в качестве базовой технологии вплоть до 1968 года, а в Голливуде от него отказались на 10 лет раньше. На смену многоканальной первичной записи пришла традиционная одноканальная с последующим распределением голосов и шумов по разным каналам с помощью студийного «панорамного» микшера во время перезаписи.

## Организация синхронной съёмки

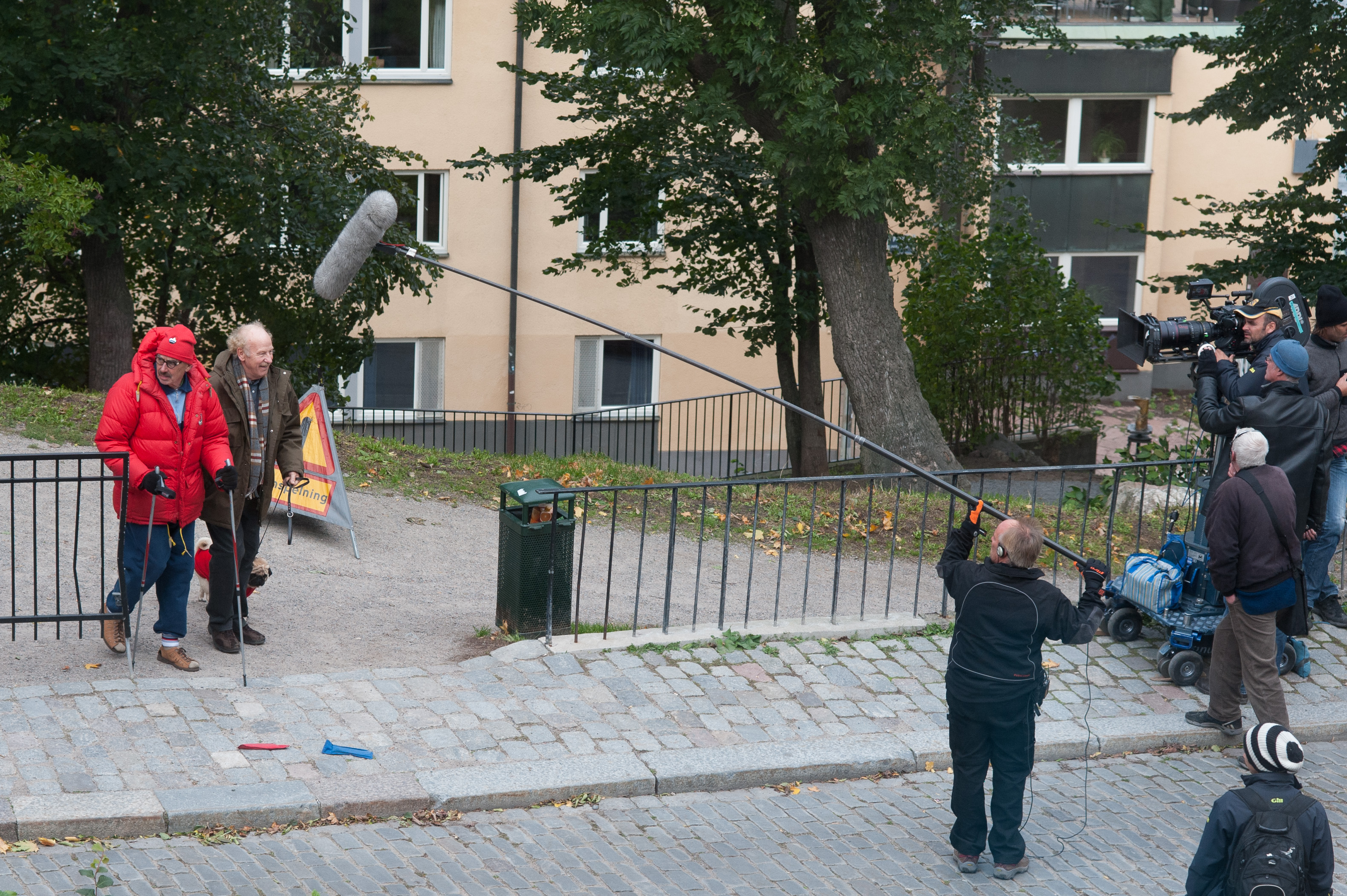
Современная синхронная киносъёмка на натуре

Обычно синхронная съёмка начинается командой «Тишина!», которая означает начало записи, когда разговоры и посторонние шумы, не имеющие отношения к содержанию кадра, должны быть прекращены. В съёмочном павильоне в этот момент включаются световые табло «Тихо! Съёмка!», иногда дублируемые звуковым сигналом. Последующая команда «Внимание! Приготовились!» служит предупреждением для актёров и технического персонала. Далее даётся команда «Мотор!», которая служит сигналом к запуску приводов киносъёмочного и звукозаписывающего оборудования. 
После этой команды даётся интервал времени, необходимый для разгона механизмов и начала их синхронной работы, отмечаемой звуковыми сигналами аппаратуры. После этого на киноплёнке и звуковом носителе делаются синхронные отметки при помощи специальных маркировочных устройств или хлопушки-нумератора. В последнем случае помощник режиссёра вносит перед объективом камеры хлопушку и произносит вслух данные, записанные на доске. После срабатывания хлопушки, она выносится из кадра и звучит команда «Начали!» которая обозначает начало работы актёров, массовки и собственно начало монтажного кадра. Щелчок от хлопушки и его изображение на соответствующем кадрике служат основными отметками, используемыми в дальнейшем при синхронизации плёнок со звуком и изображением на звукомонтажном столе.
Павильоны для синхронной киносъёмки оборудуют с применением звукоизолирующих материалов и проектируются с учётом требований архитектурной акустики.
Технологическая сложность синхронной киносъёмки привела к возникновению двух разных течений, одно из которых основано на принципиальном отказе от записи чистовой фонограммы непосредственно на съёмочной площадке. Такая технология позволяет снимать любые сцены подвижными несинхронными кинокамерами в присутствии посторонних шумов. Режиссёры из противоположного лагеря предпочитают синхронную киносъёмку для большинства сцен с диалогами актёров. Например, практически все диалоги фильма «Тихий Дон» по требованию Сергея Герасимова снимались синхронно, несмотря на несовершенство оборудования тех лет. Синхронность звука и артикуляции особенно важна на крупных и средних планах. Сцены, в которых отсутствуют реплики действующих лиц, или общие планы, чаще всего снимаются немым способом без записи синхронной фонограммы. Это ускоряет процесс и значительно удешевляет кинопроизводство. Большинство сцен хроникально-документальных фильмов также снимается немым способом, а синхронная съёмка применяется в исключительных случаях, если в кадре звучит прямая речь действующих лиц. В научно-популярных фильмах также иногда встречаются синхронные эпизоды, однако во многих случаях в документальных и научно-популярных фильмах синхронная фонограмма значительно перерабатывается из-за сложностей звукозаписи на натуре.

## Синхронная съёмка в любительском кино
Сложность технологии изготовления оптической фонограммы исключает её использование в любительских условиях. Кроме того, большинство любительской киносъёмочной аппаратуры непригодно для синхронной съёмки из-за недопустимо высокого уровня шума и нестабильности частоты киносъёмки, делающей синхронизацию невозможной. Качественная запись звука требует отдельного звукооператора, обладающего навыками грамотной установки микрофонов и управления звукозаписывающей аппаратурой. 
В 1960 году  компания «Фейрчайлд» выпустила кинокамеру «Синефоник 8» (англ. Cinephonic 8), способную записывать звук на магнитные дорожки киноплёнки формата 2×8. В 1972 году компания «Белл-Хауэлл» (англ. Bell&Howell) выпустила серию кинокамер «Филмосаунд» (англ. Filmosound) формата «8 Супер». Специальный магнитофон соединялся с камерой кабелем пилот-тона, который генерировался электроприводом камеры и записывался на отдельную дорожку компакт-кассеты. При воспроизведении записанный сигнал управлял двигателем кинопроектора, обеспечивая синхронизацию. Позднее появились любительские камеры с записью звука на магнитную дорожку киноплёнки «8 Супер» в кассете «Kodak K40» типа Instamatic. 
Несмотря на отсутствие аналогичной советской аппаратуры, кинолюбители всё же предпринимали попытки синхронной съёмки с записью звука на магнитофон. Для последующего воспроизведения выпускались электромеханические приставки-синхронизаторы, например, «СЭЛ-1». Существовали системы и с жёсткой механической связью приводов кинопроектора и магнитофона с общим электродвигателем. Такая технология позволяла просматривать 8-мм и 16-мм любительские фильмы с синхронной фонограммой, записанной на магнитофоне. Более надёжная синхронизация могла быть получена при съёмке на 16-мм киноплёнку с односторонней перфорацией и магнитной дорожкой, и последующей перезаписью на неё фонограммы, записанной магнитофоном. Однако, это требовало доработки кинопроекторов, в штатной комплектации оснащённых только воспроизводящей головкой. 
Любительская киносъёмочная аппаратура, записывающая звук на магнитную дорожку, в СССР не выпускалась, а профессиональная была недоступна по цене даже общественным объединениям кинолюбителей. Киноплёнка с магнитной дорожкой в свободную продажу почти не поступала, и кинолюбители наклеивали магнитную ленту на плёнку с односторонней перфорацией самостоятельно. Эти обстоятельства стали решающими после появления бытовых видеокамер, позволявших легко записывать синхронную фонограмму. С середины 1990-х годов бытовая видеозапись в странах СНГ полностью вытеснила любительскую киносъёмку.